# Dècada del 850 aC
La dècada del 850 aC comprèn el període que va des de l'1 de gener del 859 aC fins al 31 de desembre del 850 aC.

## Esdeveniments
- Els perses s'instal·len a l'actual Iran
- Primers pobladors de la futura Roma
- Naixement de la poesia èpica occidental

## Personatges destacats
- Homer